# Петришак Анастасія
Анастасія Петришак (лат. Anastasiya Petryshak, 12 квітня 1994, Івано-Франківськ, Україна) — українська скрипалька.

## Біографія
Займатися музикою почала у віці 5 років, спочатку вивчаючи фортепіано, потім скрипку. Вже в перші роки навчання виступала на публіці як солістка, беручи участь і перемагаючи в численних національних і міжнародних конкурсах. У віці одина́дцяти років переїхала до Італії, щоб продовжити заняття скрипкою. У 15 років була зарахована до Міжнародної академії удосконалання скрипалів «Вальтера Штауфера» (Accademia Internazionale di alto perfezionamento per violino «Walter Stauffer») в Кремоні, а потім до Музичної академії Кіджі в Сієні, під керівництвом маестро Сальваторе Аккардо. У віці 17 років на відмінно і з почесною грамотою закінчила Консерваторію імені Арріго Бойто в Пармі. Згодом здобула диплом вищої спеціалізації скрипалів у Міжнародній фортепіанній академії «Зустрічі з маестро» («Incontri col Maestro») в Імолі. На початку 2015 року закінчила на відмінно і з похвальною грамотою бієніо вищої музичної кваліфікації в інституті Клаудіо Монтеверді Кремони з Лаурою Горна, завершивши максимально можливий в Італії рівень навчання для скрипаля. Після цього продовжує удосконалювати свою майстерність у таких знаменитих майстрів скрипкової гри як Захар Брон, Борис Давидович Белкін, П'єр Амуайяль та інші.
З сучасних українських авторів любить Мирослава Скорика, його твори з гордістю часто включає в свої концертні програми.

## Кар'єра
Свою сольну кар'єру почала в Україні, даючи численні сольні концерти з оркестром, що складаються з творів таких композиторів як Бах, Вівальді, Акколаї. Вже з перших років є абсолютною переможницею у різноманітних конкурсах.[яких?] Дебютує як солістка в Італії у віці 15 років, виконуючи Концерт для скрипки з оркестром № 1 (Паганіні) з філармонічним оркестром «Артуро Тосканіні» з Парми, з яким протягом наступних місяців виконує Концерт для скрипки з оркестром Чайковського в Аудиторіумі Паганіні. Так почалася її сольна кар'єра, що дала можливість грати в численних великих театрах. У 2012 році виграла конкурс «Найкращі випускники консерваторій і музичних шкіл в Італії 2011 року» і 2014 року стає однією з найкращих студентів вищих музичних вузів Італії.
Грала і співпрацювала з такими музикантами зі світовим ім'ям як Софія Губайдуліна, Джанлуїджі Джельметті, Рокко Філіппіні, Сальваторе Аккардо, Федеріко Лонго і з багатьма іншими. З 15 років співпрацює із знаменитим співаком, виконавцем класичної і популярної музики Андреа Бочеллі, який запрошує її як гостю-солістку на численні концерти в Італії і за кордоном.
Бере участь в численних добродійних заходах, серед яких концерти по збору засобів для потерпілих від землетрусу на Гаїті, і на будівництво нового Кардіохірургічного відділу Інтенсивної Терапії Дитячої лікарні Дитятка Ісуса.
2015 року удостоєна честі взяти участь в проекті «Велика таємниця», розробленому і створеному папою Франциском і Папською Радою у справах сім'ї. Щороку виступає з ініціативою щодо проведення коцертів, приурочених до Дня пам'яті, таких як гала-концерт «Питання про Моцарта», або концерти із скрипкою на згадку про Голокост.
У жовтні 2016 року, з дозволу Міністерства культурної спадщини і культурної діяльності, а також муніципалітету Генуї, Анастасія Петришак виступила в театрі Карло Феліче в Генуї з відомою скрипкою «Il Cannone», що належала Нікколо Паганіні, виконавши його Концерт №. 1 для скрипки та оркестру.

## Скрипки, на яких грала
Співпрацює з «Фондом Страдіварі» і «Музеєм скрипки» в Кремоні, регулярно грає на всіх інструментах колекції, створених такими прославленими скрипковими майстрами як Антоніо Страдіварі, Аматі, Джузеппе Гварнері. Також співпрацює з лабораторією музичної акустики Політехнічного університету в Мілані і лабораторією неінвазивної діагностики в університеті Павії, які займаються акустичним аспектом музичних інструментів і фізичними параметрами старовинних скрипок кремонських майстрів скрипників і сучасних інструментів, що перемогли в Міжнародному трирічному конкурсі скрипкових майстрів (Concorso Triennale Internazionale di Liuteria). Ця співпраця дала можливість грати в такому юному віці на древніх кремонських скрипках Страдіварі, Аматі, Гварнері і сучасних, приблизно на 60 інструментах, глибоко вивчаючи акустичні характеристики, визначаючи особливості та відтінки тембру кожної окремої скрипки.